# Un giorno come un altro/Il poeta
Un giorno come un altro/Il poeta è un 45 giri di Mina, pubblicato nell'ottobre del 1970 dall'etichetta privata dell'artista PDU.

## Il supporto MINI 10
Si tratta di un 45 giri in formato ridotto da 7 a 4 pollici (10 cm) di diametro, denominato "MINI 10" , nato per essere inserito in un piccolo mangiadischi "delle dimensioni di un posacenere".
Modelli poco più grandi ed evoluti dello stesso apparecchio potevano utilizzare anche una radio integrata (per esempio quelli prodotti in Francia dal marchio MINIATURE: MINI A con radio, MINI B senza), oppure essere dotati di un interruttore per rallentare la riproduzione a 33 giri, in modo da risultare compatibili con supporti registrati a questa velocità, su cui erano incise canzoni di durata superiore.
I dischi "MINI 10", a 45 o 33 giri, distribuiti alla fine degli anni ’60 dalla International Sound Company Spa di Roma, erano prodotti principalmente dalla Durium e dalla CDB, anche per conto di altre etichette discografiche.
Non è dato conoscere il successo commerciale di questo piccolo supporto discografico, tuttavia diversi cantanti hanno ritenuto di stampare alcune loro famose e popolari interpretazioni anche su dischi di questo formato. Fra questi sono noti, oltre ai tre di Mina, MINI dischi rari di Little Tony, Dori Ghezzi, Iva Zanicchi, Maurizio Vandelli, Le Orme e altri artisti.

## Il disco
Estratto dall'album ...bugiardo più che mai... più incosciente che mai..., è il primo singolo "MINI 10" di Mina e l'unico a 45 giri, mentre i successivi Non c'è che lui/La voce del silenzio e Ma se ghe penso/Munasterio 'e Santa Chiara sono dei 33.
Questi 3 dischi sono erroneamente catalogati nella sezione album sul sito ufficiale dell'artista, mentre si tratta di supporti che contengono un solo brano per facciata.
Il disco contiene due pezzi di altrettanti famosi cantautori; arrangiati, diretto e orchestrati per Mina da Augusto Martelli.

## Un giorno come un altro
Cover in italiano di Un premier jour sans toi, curata dallo stesso autore originale Nino Ferrer che l'aveva incisa in francese nel 1964.
Un frammento della brano è stato presentato da Mina dal vivo in un medley con l'orchestra di Gianni Ferrio nella trasmissione televisiva Teatro 10 dell'8 aprile 1972 (5ª puntata).
Il video di quella fantasia, che comprende in sequenza Quand'ero piccola/E se domani/Lazy River/Un giorno come un altro/Allegria, si trova nel DVD Gli anni Rai 1968-1972 Vol. 2, inserito in un cofanetto monografico di 10 volumi pubblicato da Rai Trade e GSU nel 2008. La corrispondente traccia audio è invece reperibile sul CD della confezione I miei preferiti (Gli anni Rai), pubblicato nel 2014.

## Il poeta
Altra reinterpretazione, questa volta di uno dei pezzi più noti di Bruno Lauzi, scritto nel 1963 e considerato dalla critica uno dei manifesti della scuola genovese dei cantautori, già cantato dall'autore e da altri artisti.
Nella discografia di Mina compare, oltre che sull'album ...bugiardo più che mai... più incosciente che mai..., soltanto in alcune raccolte.

## Tracce
Lato A
1. Un giorno come un altro (Un premier jour sans toi) – 2:45 (Nino Ferrer; edizioni musicali Leonardi / PDU)

Lato B
1. Il poeta – 2:58 (Bruno Lauzi; edizioni musicali M.E.C.)